# Буждым
Буждым — посёлок в Кочёвском районе Пермского края. Входит в состав Маратовского сельского поселения. Располагается восточнее районного центра, села Кочёво, на левом берегу реки Коса. Расстояние до районного центра составляет 46 км. По данным Всероссийской переписи населения 2010 года, в посёлке проживало 199 человек (96 мужчин и 103 женщины).

## История
По данным на 1 июля 1963 года, в посёлке проживало 627 человек. До конца 1962 года населённый пункт входил в состав Пуксибского сельсовета Косинского района, а в 1963 году посёлок вошёл в состав Маратовского сельсовета.